# 296 (tal)
296 är det naturliga talet som följer 295 och som följs av 297.

## Inom vetenskapen
- 296 Phaëtusa, en asteroid.

## Inom matematiken
- 296 är ett jämnt tal.